# 双桂乡
双桂乡，是中华人民共和国四川省巴中市南江县曾经下辖的一个乡。2019年12月，撤销双桂乡，将原双桂乡马桑庙社区、马桑村、双桂村、园坝村、红豆村所属行政区域划归天池镇管辖，将原双桂乡长梁村所属行政区域划归侯家镇管辖。

## 行政区划
双桂乡撤销前下辖以下地区：
马桑村、双桂村、园坝村、长梁村和红豆村。